# Mellanlandet, Kyrkslätt
Mellanlandet är en ö i Finland. Den ligger i Finska viken och i kommunen Kyrkslätt i den ekonomiska regionen  Helsingfors i landskapet Nyland, i den södra delen av landet. Ön ligger omkring 29 kilometer sydväst om Helsingfors. Ön ingår i Små Mickelskären.
Öns area är 2,1 hektar och dess största längd är 340 meter i sydväst-nordöstlig riktning. Ön höjer sig omkring 10 meter över havsytan.